# 5821 Юкіомаеда
5821 Юкіомаеда (5821 Yukiomaeda) — астероїд головного поясу, відкритий 4 листопада 1989 року.
Тіссеранів параметр щодо Юпітера — 3,483.
Названо на честь Юкіо Маеди (яп. ゆきお・まえだ(前田行雄) юкіо маеда).